# Козак, Семён Антонович
Семён Антонович Козак (23 мая [5 июня] 1902, Искорость, Житомирская область — 24 декабря 1953, Южно-Сахалинск) — советский военачальник, генерал-лейтенант (19 апреля 1945 года). Дважды Герой Советского Союза (26 октября 1943 года и 28 апреля 1945 года), Народный Герой Югославии (20 октября 1944 года).

## Начальная биография и Гражданская война
Родился 10 (23) мая 1902 года в селе Искорость, Овручского уезда Волынской губернии (ныне — Житомирская область) в семье рабочего. Украинец.
Во время Гражданской войны работал заведующим складом на Юго-Западной железной дороге. В марте 1921 года записался рядовым в переменный состав отряда частей особого назначения (ЧОН) и принимал участие в боевых действиях против формирований «атаманов» Гарася и Дитровского на территории Овручского уезда. С октября 1922 года учился в Житомирской губернской совпартшколе, окончил её в октябре 1923 года, работал в советских органах на станции Олевск и в селе Бараш Коростенского округа. Продолжая быть членом отряда ЧОН, в декабре 1923 года участвовал в ликвидации крупной банды Василенко у села Бараш. В 1923 году вступил в ВКП(б).

## Начало военной службы
В марте 1924 года призван в Красную Армию, служил в составе гаубичного артиллерийского дивизиона 23-й стрелковой дивизии (Украинский военный округ): красноармеец-политрук, начальник оргчасти — помощник военкома батареи, с января 1925 — политрук дивизионной школы. Окончил Киевскую военную артиллерийскую школу (экстерном) в 1928 году. В январе 1929 года был назначен на должность командира учебной батареи артиллерийского полка 51-й Перекопской стрелковой дивизии (Украинский военный округ), затем — на должность преподавателя окружных курсов комсостава, дислоцированных в Николаев, а в мае 1932 года — на должность командира дивизиона 153-го стрелкового полка, дислоцированного в Одессе. В сентябре того же года направлен на учёбу на Ленинградские автобронетанковые курсы усовершенствования командного состава, после окончания которых в марте 1933 года назначен на должность помощника командира танкового батальона в составе 51-й стрелковой дивизии (Украинский военный округ). В декабре того же года направлен в Ленинградское танково-техническое училище, где служил на должностях руководителя тактики, с августа 1935 — руководителя огневого дела, с января 1936 — старшего преподавателя и командира учебного батальона.
Ещё с октября 1935 года он учился на заочном факультете Военной академии РККА имени М. В. Фрунзе, в октябре 1937 года переведён на основной факультет академии, которую окончил в августе 1938 года. Оставлен в этой же академии ассистентом кафедры автобронетанковых войск, с апреля 1941 года преподавателем кафедры тактики и автобронетанковых войск. С группой слушателей академии был направлен в войска в сентябре 1939 года и принял участие в походе РККА в Западную Украину.

## Великая Отечественная война
С началом Великой Отечественной войны подполковник С. А. Козак находился на прежней должности. В августе 1941 года он был переведён в центральный аппарат НКО СССР, где служил старшим инспектором группы стрелковых войск отдела инспектирования новых формирований Главного управления формирования и укомплектования РККА, с января 1942 года — старшим инспектором 1-го отдела инспектирования и подготовки новых формирований в том же Главке.
В октябре 1942 года Козак направлен в действующую армию и назначен на должность заместителя начальника штаба 64-й армии Сталинградского фронта (с 17.04.1943 — 7-я гвардейская армия), в которой принимал участие в боевых действиях Сталинградской битвы.
В апреле 1943 года назначен на должность командира 73-й гвардейской стрелковой дивизии той же армии (Воронежский фронт), которая вскоре принимала участие в Курской битве, в Белгородско-Харьковской и Полтавско-Кременчугской наступательных операциях.
Командир 73-й гвардейской стрелковой дивизии гвардии полковник С. А. Козак проявил исключительную отвагу в ходе битвы за Днепр. Выйдя на Днепр днём 24 сентября 1943 года, он быстро организовал сбор и изготовление подручных переправочных средств, грамотно произвёл расстановку личного состава и в ночь на 25 сентября дивизия форсировала Днепр в районе села Старый Орлик. Предполагая попытки немецкого командования поспешно сбросить только что высаженные части обратно в Днепр сильными контратаками, Козак особое внимание обратил на переправу на правый берег всей артиллерии и миномётов дивизии. Дивизия в ночном бою овладела плацдармом у села Бородаевка Верхнеднепровского района Днепропетровской области Украинской ССР. Весь следующий день полки дивизии удерживали занятый плацдарм, отбивая многочисленные контратаки. В 24 часа с начала боя на плацдарм была переправлена вся дивизия с частями усиления, в последующие дни плацдарм был расширен и надёжно укреплён, освобождена Бородаевка и близлежащие сёла.
Указом Президиума Верховного Совета СССР от 26 октября 1943 года за успешное форсирование реки Днепр, прочное закрепление и расширение плацдарма на западном берегу реки Днепр и проявленные при этом отвагу и геройство, гвардии генерал-майору Семёну Антоновичу Козаку присвоено звание Героя Советского Союза с вручением ордена Ленина и медали «Золотая Звезда» (№ 1341).
В период с 31 декабря 1943 по 18 января 1944 года временно исполнял должность командира 75-го стрелкового корпуса 53-й армии 2-го Украинского фронта, затем вновь командовал 73-й гвардейской стрелковой дивизией. Под его командованием она принимала участие в Березнеговато-Снигирёвской, Одесской, Ясско-Кишинёвской, Белградской наступательных операциях в составе войск 3-го Украинского фронта.
Вновь командир 73-й гвардейской стрелковой дивизии (64-й стрелковый корпус, 57-я армия, 3-й Украинский фронт) гвардии генерал-майор С. А. Козак отличился в Будапештской наступательной операции. В начале ноября 1944 года дивизия под его командованием форсировала Дунай в районе села Батин и заняла важный плацдарм. В ходе тяжёлых боёв она расширила его, захватив несколько населённых пунктов и быстро приспособив их для круговой обороны. Опираясь на них, бойцы дивизии отбили много немецких контратак и обеспечили переправу на плацдарм основных сил корпуса. За это сражение дивизия получила почётное наименование «Дунайская», а её командир представлен к второй Золотой Звезде Героя.
Указом Президиума Верховного Совета СССР от 28 апреля 1945 года за умелое руководство частями дивизии при форсировании Дуная, проявленные при этом отвагу и геройство, генерал-майор Семён Антонович Козак награждён второй медалью «Золотая Звезда» (№ 4964).
10 марта 1945 года генерал Козак назначен на должность командира 21-го гвардейского стрелкового корпуса 4-й гвардейской армии 3-го Украинского фронта, который вскоре принимал участие в боевых действиях в ходе Венской наступательной операции. За отличия при освобождении Вены корпус удостоен почётного наименования «Венский».

## Послевоенная карьера

Могила Козака на Новодевичьем кладбище Москвы.

После окончания войны находился на прежней должности. В апреле 1947 года назначен на должность командира 10-го гвардейского стрелкового корпуса (Одесский военный округ). В июле 1950 года направлен в Дальневосточный военный округ и назначен на должность помощника командующего войсками округа, в апреле 1953 года — на должность заместителя командующего, а в сентябре того же года — на должность командующего 15-й армией, дислоцировавшейся на Сахалине.
Депутат Верховного Совета СССР 3-го созыва (с 1950 года) от Молдавской ССР.
Генерал-лейтенант Семён Антонович Козак умер 24 декабря 1953 года в Южно-Сахалинске. Похоронен на Новодевичьем кладбище Москвы.

## Высшие воинские звания
- Генерал-майор (25 октября 1943 года);
- Генерал-лейтенант (19 апреля 1945 года).

## Награды
- две медали «Золотая Звезда» (26.10.1943, 28.04.1945);
- два ордена Ленина (26.10.1943, 20.06.1949);
- четыре ордена Красного Знамени (10.03.1943, 24.08.1943, 03.11.1944, 21.08.1953);
- орден Суворова 2-й степени (03.11.1944);
- орден Кутузова 2-й степени (27.08.1943);
- орден Богдана Хмельницкого 2-й степени (19.03.1944);
- Медали.

Иностранные награды:
- Народный Герой Югославии (20.10.1944).
- орден Заслуг Венгерской Народной Республики III класса.

## Память
- Бронзовый бюст дважды Героя Советского Союза Козака С. А. установлен в городе Коростень.
- Именем Героя названы улицы в Волгограде и Коростене.

## Галерея

Генерал-майор Семен Козак и полковник Семен Елецков
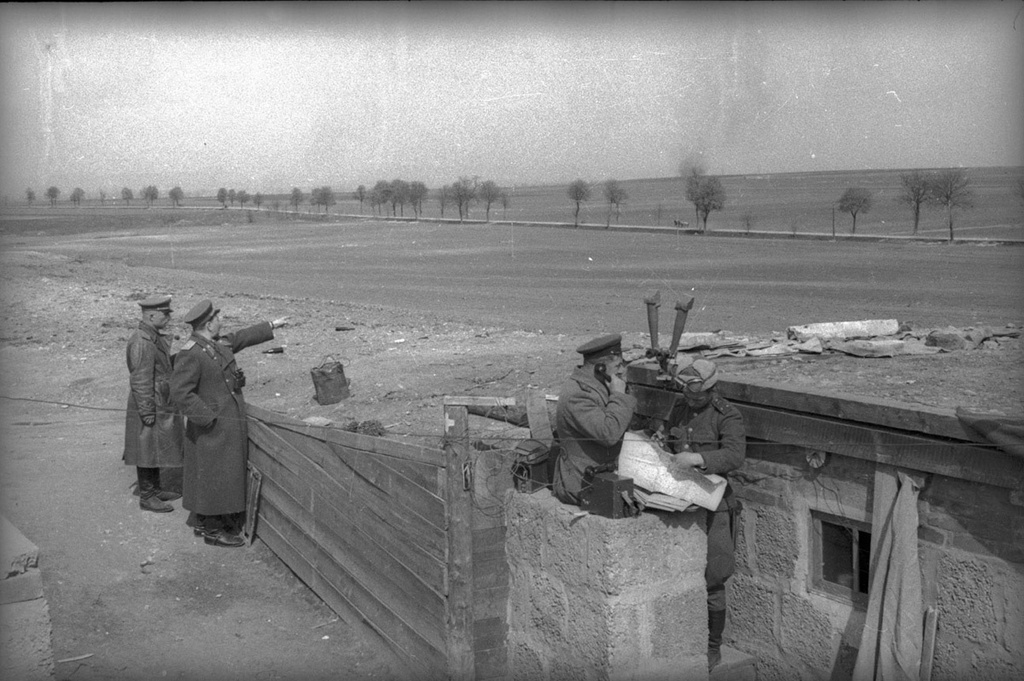
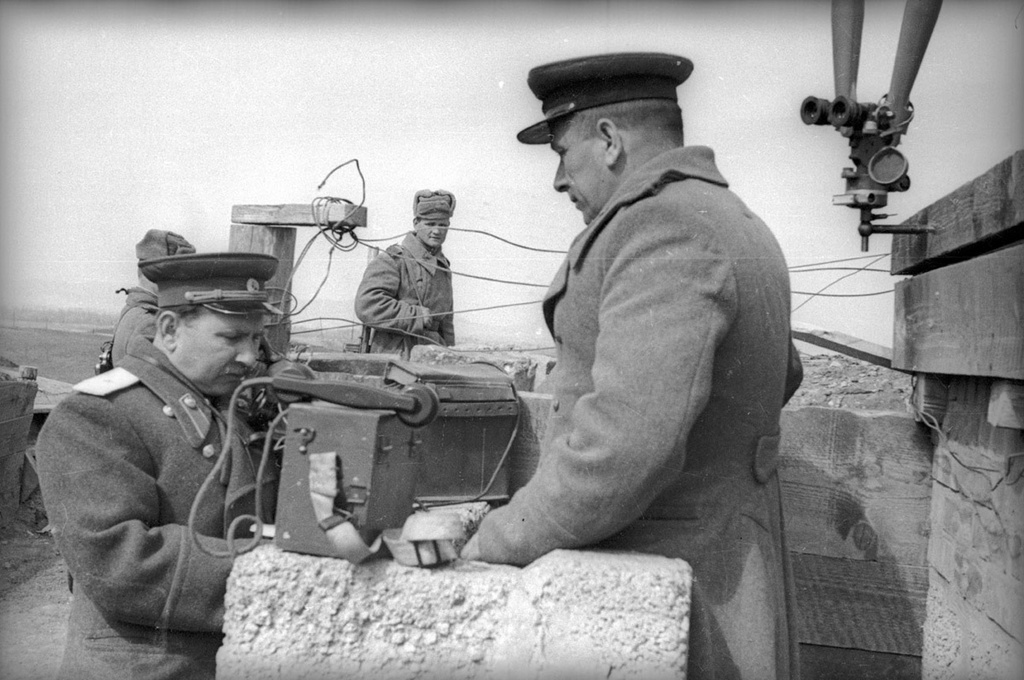
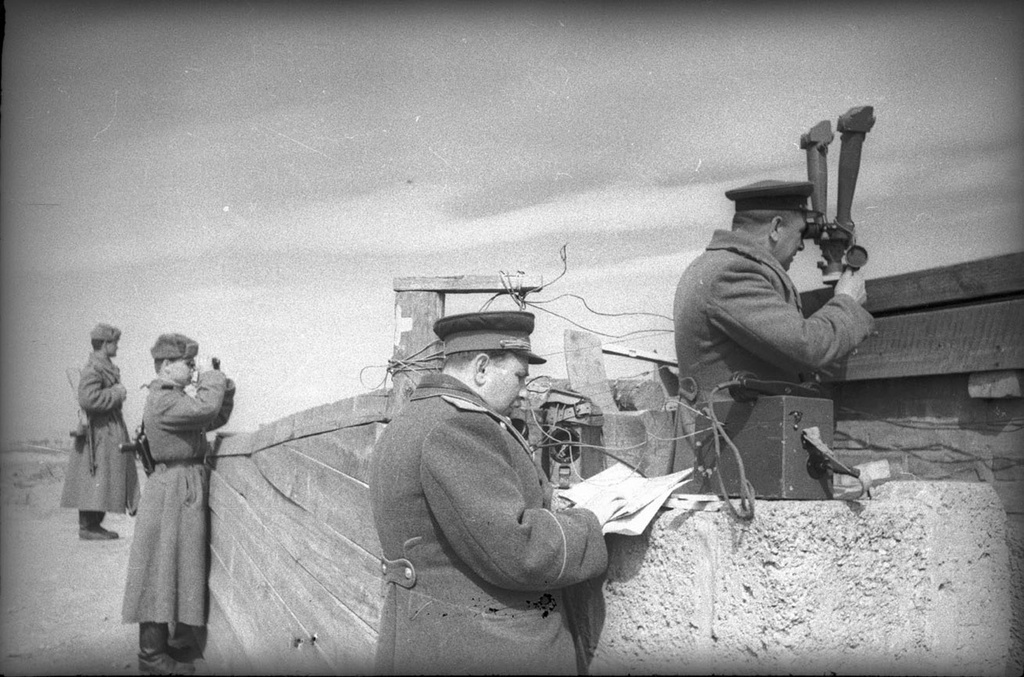